# Zion National Park
 For alternative betydninger, se Zion (flertydig). (Se også artikler, som begynder med Zion)
Zion Nationalpark er placeret nær Springdale, Utah i det sydvestlige USA. Den udgør et areal på 593 km² og har et laveste punkt i 1128 meters højde ved Coalpits Wash og et højeste punkt på 2.660 meter ved Horse Ranch Mountain. Området blev i 1909 rubriceret som Mukuntweap Nationalmonument, inden det i 1919 fik navnet Zion Nationalpark.
Zion er et gammelt hebraisk ord og betyder 'helligt sted' eller 'sted man flygter til'.